# Гогинава, Илларион Иосифович
Илларион Иосифович Гогинава (1909 год — неизвестно, Грузинская ССР) — старший агроном Диди-Чконского совхоза Министерства сельского хозяйства СССР, Мартвильский район, Грузинская ССР. Герой Социалистического Труда (1951).

## Биография
Родился в 1909 году на территории современной Грузии. Получил высшее сельскохозяйственное образование. В послевоенные годы трудился старшим агрономом Диди-Чконского Мартвильского района. В своей деятельности применял передовые агротехнические методы, в результате чего значительно возросла урожайность чайного листа. В 1950 году труженики совхоза сдали государству в среднем с каждого гектара по 4007 килограммов сортового зелёного чайного листа с площади 100,2 гектара. Указом Президиума Верховного Совета СССР от 27 июля 1951 года удостоен звания Героя Социалистического Труда за «получение в 1950 году высоких урожаев сортового зелёного чайного листа» с вручением ордена Ленина и золотой медали «Серп и Молот» (№ 6637).
Этим же указом званием Героя Социалистического Труда был награждён директор Диди-Чконского совхоза Михаил Моисеевич Мелуа.
Дальнейшая судьба неизвестна.